# Церква Вознесіння Господнього (Лозівка)
Церква Вознесіння Господнього в Лозівці — парафія і храм греко-католицької громади Теребовлянського деканату Тернопільсько-Зборівської архієпархії Української греко-католицької церкви в селі Лозівка Тернопільського району Тернопільської области.

## Історія церкви
Парафія була утворена у 1896 році і перебувала в лоні УГКЦ до 1946 року. Тоді ж була збудована капличка, яка була частиною комплексу зі школою та читальнею. Після закриття владою її приміщення використовували як колгоспний склад, а згодом — як дитячий садок.
Парафія відродилася в лоні УГКЦ у 1992 році, коли капличку відновили. До цього, з 1990 по 1992 рік, парафіяни відвідували богослужіння в сусідньому селі Іванівка.
На території парафії встановлена фігура Ісуса Христа.

## Парохи
- о. Іван Шулик (з 1993).